# Персонал
Персона́л (от лат. persona — личность) или штат (от нем. staat — государство) — постоянный состав работников какого-нибудь учреждения, составляющих группу по профессиональным или иным признакам с указанием должностей и присвоенных по каждой должности окладов; совокупность всех работников предприятия, занятых трудовой деятельностью, а также состоящих на балансе (входящих в штатный состав), но временно не работающих в связи с различными причинами (отпуск, болезнь, присмотр за ребёнком и так далее); совокупность трудовых ресурсов, которые находятся в распоряжении предприятия и необходимы для исполнения определённых функций, достижения целей деятельности и перспективного развития.
В трудовом законодательстве Российской Федерации также используются термины — «ка́дровый соста́в» или  «ка́дры», имеющие идентичное терминам «персонал» и «штат» значение.